# Eleanor Saville
Eleanor A. Garatti-Saville (* 12. Juni 1909 in Belvedere, Kalifornien; † 9. September 1998 in Orinda, Kalifornien) war eine US-amerikanische Schwimmerin.
Saville nahm erstmals an den Olympischen Spielen 1928 teil, bei denen sie mit der 4 × 100-m-Freistilstaffel die Goldmedaille holte und im Einzel im 100-m-Freistilwettbewerb die Silbermedaille. Nach den Olympischen Spielen heiratete sie und nahm den Namen Garatti an, unter dem sie dann auch bei den Olympischen Spielen 1932 teilnahm. Vier Jahre zuvor war sie noch unter dem Namen Saville angetreten. Wieder gewann sie mit der Viererstaffel die Goldmedaille, wobei sie die einzige Schwimmerin war, die bereits der 1928 siegreichen Staffel angehört hatte. Im Einzelwettbewerb schwamm sie in den Vorläufen einen neuen Weltrekord, im Finale verpasste sie jedoch den Sieg und gewann die Bronzemedaille.
Im Jahr 1929 gewann sie den 100-m-Wettbewerb im Freistil der AAU und blieb mit ihrer Zeit als erste Frau unter 1:10 Minuten.